# キース・アンドリュース
キース・アンドリュース、キース・ジョセフ・アンドリュース（Keith Joseph Andrews、1980年9月13日 - ）は、アイルランド出身の サッカーコーチであり、元選手で、守備的ミッドフィールダーとして活躍した。
現在はプレミアリーグのブレントフォードFCの監督を務めている。

## 解説
アンドリュースはウォルバーハンプトン・ワンダラーズでキャリアをスタートさせ、 1世紀以上ぶりの最年少キャプテンとなりました。クラブでのキャリアは、ハル・シティとミルトン・キーンズ・ドンズでのプレーに加え、ウルブズ在籍中にはオックスフォード・ユナイテッド、ストーク・シティ、ウォルソールへのローン移籍も経験しました。ミルトン・キーンズ・ドンズではキャプテンを務め、重要なゴールでチームの昇格に貢献しました。また、ウェンブリー・スタジアムでの決勝戦で得点を挙げ、チームのフットボールリーグトロフィー獲得に貢献しました。さらに、チームはPFA年間最優秀チームに選出されました。
2008年9月にブラックバーン・ローヴァーズに加入し、イウッド・パークで3シーズンを過ごし、その間イプスウィッチ・タウンへのローン移籍も経験しました。ウェスト・ブロムウィッチ・アルビオンで短期間プレーした後、ボルトン・ワンダラーズに移籍し、ブライトン・アンド・ホーヴ・アルビオン、ワトフォード、そしてミルトン・キーンズ・ドンズへのローン移籍を経て、2015年夏に引退しました。
アンドリュースは2008年から2012年まで代表選手としてアイルランド共和国で35キャップを獲得し、 UEFAユーロ2012に選出された。

## クラブでのキャリア
[編集]

### ウォルバーハンプトン・ワンダラーズ
[編集]
アンドリュースはウルヴァーハンプトンの練習生としてキャリアをスタートさせ、アカデミーからセカンドチームに昇格した。2000年3月18日、スウィンドンに2-1で勝利した試合でトップチームデビューを果たした。2000-01シーズンもファーストディビジョンのクラブで成長を続け、シーズン途中にデイブ・ジョーンズが監督に就任するとレギュラーに定着した。オックスフォード・ユナイテッドにレンタル移籍し、スウォンジー・シティ戦で1得点を挙げた。ウルヴァーハンプトンに戻ると、そのシーズン最終戦のクイーンズ・パーク・レンジャーズ戦で21歳にして100年以上ぶりのチーム最年少キャプテンとなった。
翌シーズン、新たに4年契約を結んだが、夏に数人のミッドフィルダーが獲得されたことでスタメンから外れ、ベンチ入りし、その後数シーズンは散発的な出場に留まった。出場機会を増やすため、2003-04シーズンの半分をストーク・シティに、後半をウォルソールにレンタル移籍し、ミルウォールとイプスウィッチ・タウン戦でリーグ戦2得点を挙げた。しかし、その合間にモリニューに戻り、ウルブズで唯一のプレミアリーグ出場（ニューカッスル・ユナイテッド戦）を果たした。
このミッドフィールダーは、 2004-05シーズンの降格後にウルブズに復帰し、同シーズンにクラブ史上最多の出場を果たした。しかし、契約満了に伴いハル・シティに移籍。ミッドランズでは通算72試合に出場し、リーグカップのロッチデール戦で1得点を挙げた。

### ハル・シティ
[編集]
しかし、ハルでの新たなスタートは、チーム2試合目の出場、つまり以前の所属チームであるウルブズとの試合で負傷し、再び戦線を離脱することとなった。約4ヶ月の離脱を経て12月にチームに復帰し、残りの試合のうち1試合を除く全試合に出場したが、これが彼にとってハルでの唯一のシーズンとなった。

### ミルトン・キーンズ・ドンズ
[編集]
ハル・シティで1年間プレーした後、 2006-07シーズンはリーグ2のミルトン・キーンズ・ドンズに移籍し、キャプテンに就任した。シュルーズベリー・タウンとの準決勝で得点を挙げたものの、プレーオフでは昇格を逃した。
しかし、翌年、今度は元ウルブズのチームメイトであるポール・インス監督が指揮を執り、アンドリュースは成功を収めた。2008年4月19日、ストックポート・カウンティでのリーグ1昇格を決めた試合で彼は決勝点を挙げ、またウェンブリーでのフットボールリーグトロフィーでグリムズビー・タウンに2-0で勝利した試合ではPKから先制点を挙げた。そのシーズンは、フットボールリーグアワードでリーグ2の年間最優秀選手賞を受賞し、PFA年間最優秀チームに選出されて終了した。アンドリュースは、 FourFourTwoによるフットボールリーグのトップ50選手の投票で38位に選ばれ、リーグ2の最優秀選手にも選ばれた。その後、 MKドンズは、プレミアシップとチャンピオンシップの多くのクラブが関心を示し、チームを鼓舞するキャプテンを引き留めるために奮闘した。彼は2008-09シーズンのMKドンズの最初の3試合に出場したが、その後、元監督のポール・インスが率いるブラックバーン・ローバーズに売却された。

### ブラックバーン・ローバーズ
[編集]
アンドリュースは、2008年9月3日にプレミアリーグのブラックバーン・ローヴァーズへの移籍を終え、将来についての臆測が飛び交った夏に終止符を打った。移籍金は3年で、今後数年間の出場状況次第で最大100万ポンドにまで上がるものだった。この移籍で、アンドリュースはローヴァーズの監督を解任される前の元MKドンズの監督、ポール・インスと一時的に再会することになった。2008年9月6日のウェストハム・ユナイテッド戦で交代出場し、ブラックバーンは1対4で敗れた。アンドリュースは28歳の誕生日にアーセナル戦でホームデビューを果たし、アーセナルは4対0で勝利した。彼はウェスト・ブロムウィッチ・アルビオンと2対2で引き分けた試合の90分に、ブラックバーンでの初ゴールを決めた。ファーストチームのレギュラー選手が負傷したため、アンドリュースはローヴァーズのトップチームで頻繁に出場し、守備的なセントラルミッドフィルダーの役割を担った。 2009年7月、アンドリュースはブラックバーンと2013年まで契約する新たな4年契約を結んだ。2010年9月25日、ブルームフィールド・ロードで行われたブラックプール戦で、アンドリュースは66分にスティーヴン・エンゾンジと交代して出場し、2010-11シーズンの初戦を2-1で勝利した。 2010-11 シーズンはアンドリュースにとってフラストレーションの溜まるシーズンとなり、怪我の影響でローバーズでは全大会を通してわずか6試合の出場にとどまった。

#### イプスウィッチ・タウン（ローン）
[編集]
アンドリュースは2011年8月12日、イプスウィッチ・タウンへの6ヶ月のローン移籍に合意した。 このローンには、選手を完全移籍させるオプションが含まれている。その翌日、彼はハル・シティに1-0で敗れた試合でデビューを果たし、その3日後にはサウサンプトン戦で初ゴールを決めた。その後、ピーターバラ・ユナイテッド戦とリーズ・ユナイテッド戦でゴールを決めた。ブラックバーン・ローヴァーズのスティーブ・キーン監督は、イプスウィッチへのローン移籍が成功した後、2012年1月にアンドリュースが母体クラブに復帰する可能性があることを示唆した。これはアンドリュースの野望に反するものだった。イプスウィッチのポール・ジュエル監督が彼の完全移籍を望んでいるとの報道に対し、アンドリュースはBBCのインタビューで「私はクラブ（ブラックバーン）での扱いが特に気に入らない。監督だけでなく、クラブ全体が」と述べた。

### ウェスト・ブロムウィッチ・アルビオン
[編集]
アンドリュースはブラックバーンに移籍リクエストを提出した後、移籍期限最終日（2012年1月31日）にアルビオンへのフリートランスファーを完了した。アンドリュースは6ヶ月契約にサインした。2月12日、アンドリュースはウェストブロムでの初ゴールを記録し、古巣のウルブズを5-1で下した試合でチームの4点目となった。アンドリュースはその後、2週間後のサンダーランド戦（4-0で勝利）でアルビオンの4点目を決め、2試合で2ゴールとした。アンドリュースはその後、チェルシー戦（1-0で勝利）で再び安定したパフォーマンスを見せ、3試合で3勝とした。
アンドリュースは今シーズン末にウェストブロムとの契約が終了したため、 フリーエージェントとなる。

### ボルトン・ワンダラーズ
[編集]
アンドリュースは2012年6月29日、3年契約に合意し、新たに降格したフットボールリーグチャンピオンシップクラブのボルトン・ワンダラーズと契約した。 彼は8月18日のアウェーのバーンリー戦でデビューし、12月22日にはピーターバラ・ユナイテッドとの5-4の敗戦で2つのPKを決め、ボルトンでの初ゴールを決めた。
ジェイ・スピアリングの完全移籍により、ボルトンでのアンドリュースのファーストチームの地位は保証されなくなった。 2013年8月9日、彼は同じチャンピオンシップクラブのブライトン＆ホーヴ・アルビオンに1シーズンの期限付き移籍した。彼は10月1日のシェフィールド・ウェンズデイとの1-1の引き分けでブライトンでの初ゴールを決めた。
2014年7月24日、アンドリュースはチャンピオンシップの同じチームであるワトフォードへの1シーズンにわたるローン移籍を完了した。彼は8月12日に スティーブニッジで行われたリーグカップ1回戦で先発出場し、ワトフォードデビューを果たした。
2015年2月2日の移籍期限日に、アンドリュースはワトフォードへのローン契約が打ち切られた後、シーズン中のミルトン・キーンズ・ドンズへのローン移籍で復帰した。 8月4日、彼はプロサッカーから引退し、同チームのトップチームのコーチに就任した。

## 国際的なキャリア
[編集]
アンドリュースは、2008年11月19日にアイルランド共和国でフル代表デビューを果たし、ポーランドとの親善試合で後半途中から出場し、3-2でホームで敗れた試合でゴールを決めた。彼はアイルランドで最初の公式戦に出場し、2-1でジョージアに勝利したワールドカップ予選グループリーグの試合でゴールが認められないという不運に見舞われた。彼はまた、1-1でアイルランドが勝利した（2009年11月18日）パリでの試合にも参加した。
2010年FIFAワールドカップ予選ではアイルランド代表の中盤で常に存在感を示していたものの、プレミアリーグでの怪我の影響でUEFA EURO 2012の開幕戦を欠場した。ネイションズカップの北アイルランド戦とスコットランド戦ではアイルランド代表に復帰。北アイルランド戦では素晴らしいオールラウンドなパフォーマンスを見せ、すぐに代表に復帰した。
2011年6月7日、アンドリュースはベルギーのリエージュで行われた親善試合で、FIFAワールドカップで4度優勝したイタリアを2-0で破り、代表2得点目を記録しました。彼の代表3得点目は、タリンで行われたUEFAユーロ2012プレーオフの第1戦エストニアとの4-0の勝利でアイルランドの初ゴールであるヘディングシュートでした。第2戦はダブリンで1-1の引き分けでUEFAユーロ2012の出場権を獲得しました。
アンドリュースはアイルランド代表としてUEFA EURO 2012の全試合に出場し、最終戦のイタリア戦で退場処分を受けるまでプレーを続けた。2012年6月10日、グループCの初戦となるクロアチア戦では、アンドリュースはゴールに何度もシュートを放ち、ゴールポストに当てたものの、得点には至らず、アイルランドは1対3でクロアチアに敗れた。アンドリュースの不運は続く試合でも続き、 2012年6月14日、スペインに0対4で敗れ、アイルランドは大会から敗退した。さらにグループ最終戦のイタリア戦では、アンドリュースはレッドカードを受け激怒してピッチから退場させられた。この試合ではアイルランドは0対2で敗れた。こうしてアイルランドは9失点を喫し、グループCの最下位で勝ち点0に終わり、欧州選手権史上最悪の成績となった。それにもかかわらず、アイリッシュ・タイムズ紙は、彼が「間違いなくこの大会でアイルランドで最も優れた選手」だったと評した。アンドリュースは2012年のアイルランド年間最優秀選手に選ばれた。

## コーチとしてのキャリア
[編集]
選手としてのキャリアを終えた後、アンドリュースはミルトン・キーンズ・ドンズのヘッドコーチ、カール・ロビンソンのアシスタントマネージャーに就任したが、チームが降格したため2015-16シーズン末に退任した。 その後、彼はスティーブン・ケニーのアシスタントとして、U-21とシニアのアイルランド共和国代表チームで働き、2023年11月にケニーが退任するまで務めた。 
彼は2023年12月にクリス・ワイルダー監督の下でシェフィールド・ユナイテッドの裏方スタッフに加わり、シーズン終了後にブレントフォードのセットプレーコーチに任命されて退団した。アンドリュースは2025年6月27日に長年監督を務めたトーマス・フランクの後任としてブレントフォードのヘッドコーチに任命された。

## キャリア統計
[編集]

### クラブ
[編集]
| クラブ                                   | 季節         | リーグ             | リーグ | リーグ | FAカップ | FAカップ | リーグカップ | リーグカップ | 他の   | 他の | 合計   | 合計 |
| クラブ                                   | 季節         | 分割               | アプリ | 目標   | アプリ   | 目標     | アプリ       | 目標         | アプリ | 目標 | アプリ | 目標 |
| ---------------------------------------- | ------------ | ------------------ | ------ | ------ | -------- | -------- | ------------ | ------------ | ------ | ---- | ------ | ---- |
| ウォルバーハンプトン・ワンダラーズ       | 1999～2000年 | 1部リーグ          | 2      | 0      | 0        | 0        | 0            | 0            | –      | –    | 2      | 0    |
| ウォルバーハンプトン・ワンダラーズ       | 2000～2001年 | 1部リーグ          | 22     | 0      | 2        | 0        | 0            | 0            | –      | –    | 24     | 0    |
| ウォルバーハンプトン・ワンダラーズ       | 2001–02      | 1部リーグ          | 11     | 0      | 0        | 0        | 0            | 0            | 0      | 0    | 11     | 0    |
| ウォルバーハンプトン・ワンダラーズ       | 2002–03      | 1部リーグ          | 9      | 0      | 1        | 0        | 0            | 0            | 0      | 0    | 10     | 0    |
| ウォルバーハンプトン・ワンダラーズ       | 2003–04      | プレミアリーグ     | 1      | 0      | 1        | 0        | 1            | 0            | –      | –    | 1      | 0    |
| ウォルバーハンプトン・ワンダラーズ       | 2004～2005年 | チャンピオンシップ | 20     | 0      | 0        | 0        | 2            | 1            | –      | –    | 22     | 1    |
| ウォルバーハンプトン・ワンダラーズ       | 合計         | 合計               | 65     | 0      | 4        | 0        | 3            | 0            | 0      | 0    | 72     | 0    |
| オックスフォード・ユナイテッド（ローン） | 2000～2001年 | 2部リーグ          | 4      | 1      | 0        | 0        | 0            | 0            | 1      | 0    | 5      | 1    |
| ストーク・シティ（ローン）               | 2003–04      | 1部リーグ          | 16     | 0      | 0        | 0        | 0            | 0            | 0      | 0    | 16     | 0    |
| ウォルソール（ローン）                   | 2003–04      | 1部リーグ          | 10     | 2      | 0        | 0        | 0            | 0            | 0      | 0    | 10     | 2    |
| ハル・シティ                             | 2005–06      | チャンピオンシップ | 26     | 0      | 1        | 0        | 0            | 0            | –      | –    | 27     | 0    |
| ハル・シティ                             | 2006–07      | チャンピオンシップ | 3      | 0      | 0        | 0        | 0            | 0            | –      | –    | 3      | 0    |
| ハル・シティ                             | 合計         | 合計               | 29     | 0      | 1        | 0        | 0            | 0            | –      | –    | 30     | 0    |
| ミルトン・キーンズ・ドンズ               | 2006–07      | リーグ2            | 34     | 7      | 3        | 0        | 1            | 0            | 2      | 1    | 40     | 8    |
| ミルトン・キーンズ・ドンズ               | 2007–08      | リーグ2            | 41     | 12     | 0        | 0        | 0            | 0            | 4      | 2    | 45     | 14   |
| ミルトン・キーンズ・ドンズ               | 2008–09      | リーグ1            | 1      | 0      | 0        | 0        | 1            | 0            | 0      | 0    | 2      | 0    |
| ミルトン・キーンズ・ドンズ               | 合計         | 合計               | 76     | 19     | 3        | 0        | 2            | 0            | 6      | 3    | 87     | 22   |
| ブラックバーン・ローバーズ               | 2008–09      | プレミアリーグ     | 33     | 4      | 2        | 0        | 0            | 0            | –      | –    | 35     | 4    |
| ブラックバーン・ローバーズ               | 2009–10      | プレミアリーグ     | 32     | 1      | 0        | 0        | 3            | 0            | –      | –    | 35     | 1    |
| ブラックバーン・ローバーズ               | 2010–11      | プレミアリーグ     | 5      | 0      | 1        | 0        | 0            | 0            | –      | –    | 6      | 0    |
| ブラックバーン・ローバーズ               | 合計         | 合計               | 70     | 5      | 3        | 0        | 3            | 0            | –      | –    | 76     | 5    |
| イプスウィッチ・タウン（ローン）         | 2011～2012年 | チャンピオンシップ | 20     | 9      | 0        | 0        | 0            | 0            | –      | –    | 20     | 9    |
| ウェスト・ブロムウィッチ・アルビオン     | 2011～2012年 | プレミアリーグ     | 14     | 2      | 0        | 0        | 0            | 0            | –      | –    | 14     | 2    |
| ボルトン・ワンダラーズ                   | 2012～2013年 | チャンピオンシップ | 25     | 4      | 1        | 0        | 1            | 0            | –      | –    | 27     | 4    |
| ボルトン・ワンダラーズ                   | 2013–14      | チャンピオンシップ | 1      | 0      | 0        | 0        | 1            | 0            | –      | –    | 2      | 0    |
| ボルトン・ワンダラーズ                   | 合計         | 合計               | 26     | 4      | 1        | 0        | 2            | 0            | –      | –    | 29     | 4    |
| ブライトン＆ホーヴ・アルビオン（ローン） | 2013–14      | チャンピオンシップ | 31     | 1      | 4        | 0        | 0            | 0            | –      | –    | 35     | 1    |
| ワトフォード（ローン）                   | 2014～2015年 | チャンピオンシップ | 9      | 1      | 0        | 0        | 2            | 0            | –      | –    | 11     | 1    |
| ミルトン・キーンズ・ドンズ（ローン）     | 2014～2015年 | リーグ1            | 5      | 0      | 0        | 0        | 0            | 0            | –      | –    | 5      | 0    |
| キャリア合計                             | キャリア合計 | キャリア合計       | 375    | 44     | 16       | 0        | 12           | 1            | 7      | 3    | 413    | 49   |

### 国際的
[編集]
| 代表チーム         | 年   | アプリ | 目標 |
| ------------------ | ---- | ------ | ---- |
| アイルランド共和国 | 2008 | 1      | 1    |
| アイルランド共和国 | 2009 | 11     | 0    |
| アイルランド共和国 | 2010 | 4      | 0    |
| アイルランド共和国 | 2011 | 10     | 2    |
| アイルランド共和国 | 2012 | 9      | 0    |
| 合計               | 合計 | 35     | 3    |

スコアと結果では、アイルランド共和国のゴール数を最初に表示し、スコアの列にはアンドリュースの各ゴール後のスコアを示します。
| いいえ。 | 日付           | 会場                                                 | 対戦相手   | スコア | 結果 | 競争                         |
| -------- | -------------- | ---------------------------------------------------- | ---------- | ------ | ---- | ---------------------------- |
| 1        | 2008年11月19日 | クローク・パーク、ダブリン、アイルランド             | ポーランド | 2～3   | 2～3 | フレンドリー                 |
| 2        | 2011年6月7日   | スタッド モーリス デュフランヌ、リエージュ、ベルギー | イタリア   | 1-0    | 2-0  | フレンドリー                 |
| 3        | 2011年11月11日 | A. ル・コック・アリーナ、タリン、エストニア          | エストニア | 1-0    | 4-0  | UEFAユーロ2012予選プレーオフ |

## 経営統計
[編集]
2025年6月27日現在
| チーム           | から          | に   | 記録 | 記録 | 記録 | 記録 | 記録 | 記録 | 記録 | 記録    |
| チーム           | から          | に   | G    | W    | D    | L    | GF   | GA   | GD   | 勝つ ％ |
| ---------------- | ------------- | ---- | ---- | ---- | ---- | ---- | ---- | ---- | ---- | ------- |
| ブレントフォード | 2025年6月27日 | 現在 | 0    | 0    | 0    | 0    | 0    | 0    | +0   | —       |
| 合計             | 合計          | 合計 | 0    | 0    | 0    | 0    | 0    | 0    | +0   | —       |

## 栄誉
[編集]
ミルトン・キーンズ・ドンズ
- フットボールリーグ2：2007–08
- フットボールリーグトロフィー：2007–08
- フットボールリーグワン準優勝：2014–15

アイルランド共和国
- ネイションズカップ: 2011

個人
- PFA年間最優秀チーム：2007-08リーグ2
- ミルトン・キーンズ・ドンズ年間最優秀選手: 2007–08
- フットボールリーグ2年間最優秀選手: 2008
- FourFourTwo 2008年フットボールリーグベスト50選手: 38位
- FAIシニア国際年間最優秀選手：2012年